# Flagge des Baskenlandes
Die Flagge des Baskenlandes (Ikurrina [ikuˈriɲa] oder Ikurriña, zu Deutsch: Flagge) wurde 1979 offiziell von der Autonomen Region Baskenland angenommen. Die Ikurrina ist auch Teil der Flagge von Saint-Pierre und Miquelon und symbolisiert dort die baskischen Einwanderer.

## Beschreibung und Bedeutung
Der rote Hintergrund stammt aus dem Wappen und der alten Flagge der baskischen Provinz Bizkaia (Vizcaya) und steht für das Baskenland. Das Grün des Andreaskreuzes steht für die Unabhängigkeit und stammt von der Eiche von Gernika, die ebenfalls ein Freiheitssymbol der Basken ist. Andreaskreuze haben eine lange Tradition in baskischen Flaggen. Angeblich rührt dies von einer Schlacht bei Arrigorriaga am Tag des heiligen Andreas im Jahre 867 her, in der die Fürsten von Bizkaia und Durango und der König von Léon aufeinandertrafen. Das weiße Kreuz symbolisiert Gott. Auch weißes Kreuz und Gernika-Eiche finden sich auf dem Wappen von Bizkaia.
Hat eine Flagge die äußeren Maße von 500 × 280 cm, haben die Kreuze eine Breite von 43 cm.

## Geschichte

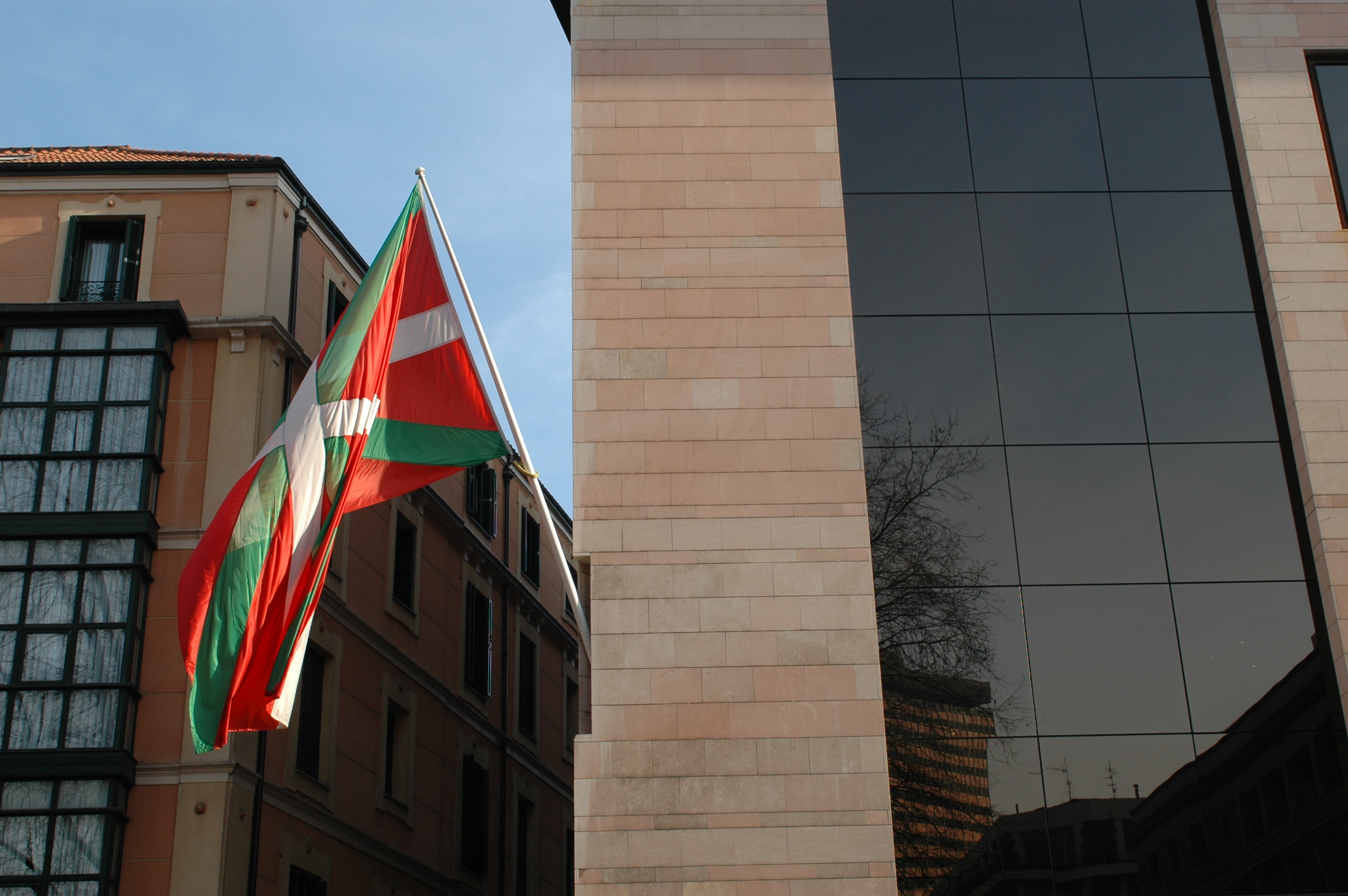
Ikurrina

Größtenteils war das Gebiet des heutigen autonomen Baskenlandes Teil des Königreichs Navarra und verwendete dessen Flagge. Zwischen 1000 und 1035 dehnte Sancho III. der Große sein Reich auf weite Teile Nordostspaniens aus. Seine Flagge, die Arrano Beltza (baskisch für Schwarzer Adler), wird noch heute von baskischen Nationalisten der Ikurrina als gesamtbaskisches Symbol vorgezogen.
Die Ikurrina wurde von den Brüdern Luis und Sabino Arana Goiri 1894 ursprünglich als Flagge von Bizkaia entworfen und erstmals am 14. Juli in Bilbao öffentlich gesetzt. Einige Quellen geben an, dass die Flagge nur von Luis entworfen wurde, während sein Bruder Sabino Flaggen für die anderen baskischen Provinzen schuf. Als aber die Ikurrina zur Flagge aller Basken wurde und die anderen Entwürfe nicht umgesetzt wurden, soll Sabino sogar zeitweise die Baskische Nationalpartei verlassen haben. Die Ikurrina verbreitete sich im 20. Jahrhundert auch in Gipuzkoa, Álava und Navarra, sowie im französischen Baskenland.
Während der Zweiten Spanischen Republik erklärte die Regierung des autonomen Baskenlandes die Ikurrina erstmals mit dem Dekret vom 19. Oktober 1936 zur offiziellen Flagge. Mit dem Dekret vom 24. Oktober 1936 wurde die Breite der Streifen der Standardflagge von bisher 20 auf 43 cm erweitert, um vor allem das grüne Kreuz besser sichtbar zu machen. Während der spanischen Diktatur wurde die Flagge als sezessionistisches Symbol verboten. Erst 1979 wurde sie gemäß dem Autonomiestatus des Baskenlandes offiziell wieder eingeführt.

Ikurrina bis zum 24. Oktober 1936

Entwürfe von Sabino Arana Goiri
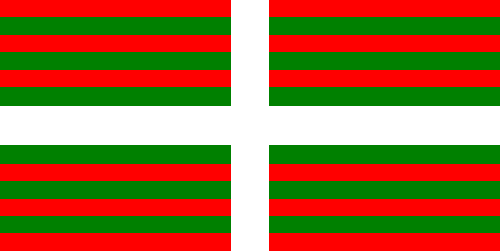
Baskische Konföderation
Álava (Araba)
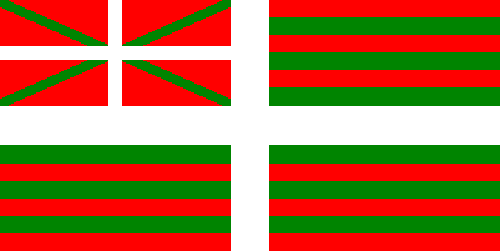
Bizkaia
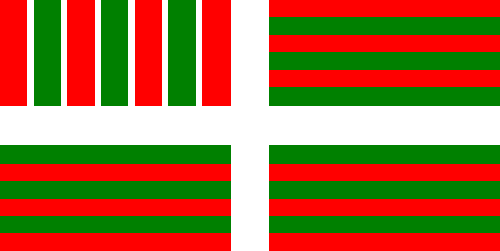
Gipuzkoa
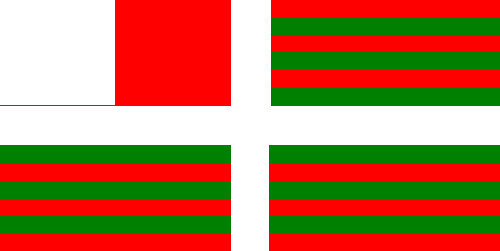
Labourd (Lapurdi)
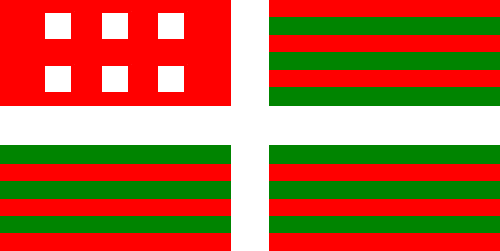
Navarra (Nafarroa)
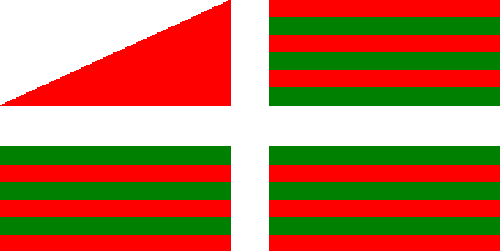
Soule (Zuberoa)
Autonome Region Baskenland Autonome Region Navarra Französisches Baskenland